# 두바이 국제 모터쇼
두바이 국제 모터쇼(영어: Dubai International Motor Show)는 아랍에미리트의 두바이 토후국에서 격년으로 개최되는 자동차 전시회이다. 포르쉐, 메르세데스-벤츠와 같은 주요 슈퍼카 제조사를 포함하여 많은 주요 자동차 제조사, 튜닝 회사 및 기타 관련 회사들을 유치한다.

## 갤러리

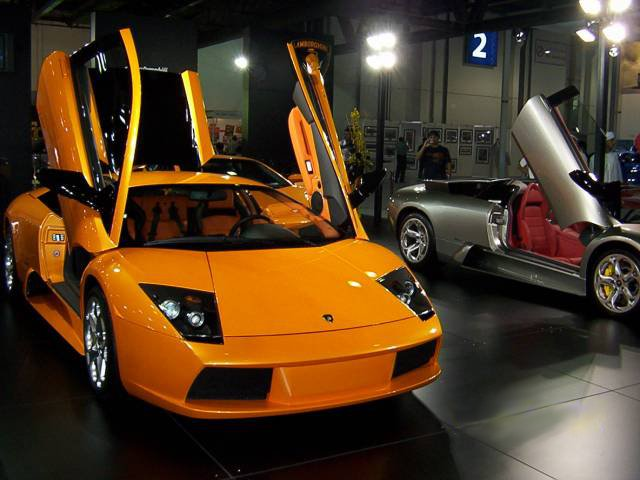
람보르기니, 120만 디르함(3.6 디르함 = 1 미국 달러)
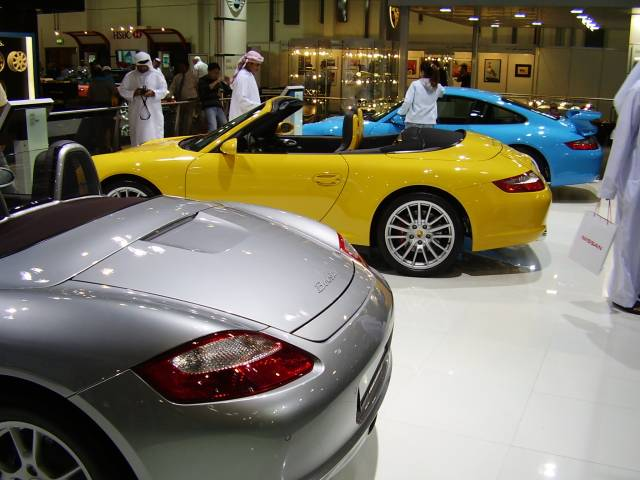
포르쉐 박스터 및 포르쉐 카레라

## 역사

### 2005년
제8회 2005년 중동 국제 모터쇼는 2005년 12월 12일부터 16일까지 두바이 국제 컨벤션 및 전시 센터에서 개최될 예정인 자동차 및 애프터마켓 부문을 위한 주요 격년 행사이다.
- 브라부스 메르세데스-벤츠 메르세데스-벤츠 유니목 U500 블랙 에디션
- DC 디자인 메르세데스-벤츠 S500 스트레치 콘셉트
- DC 디자인 DC 스타 XS 콘셉트[3]
- 메르세데스-벤츠 ML 63 AMG

### 2007년
- 클레만 ML63K
- 마이바흐 62 S 란둘렛[4]
- SSC 얼티밋 에어로

### 2009년
- A.R.T. G 스트리트라인
- 브라부스 GLK V12[5]
- 부가티 베이론 그랜드 스포트 솔레유 뒤 뉘
- 부가티 베이론 상 다르장
- 부가티 베이론 녹턴
- 겜발라 GT 500 에어로 3
- 기아 K7
- 케플러 모션
- 메르세데스-벤츠 SLS 63 AMG "데저트 골드"
- 메르세데스-벤츠 G 55 AMG 에디션 79
- 포르쉐 카이엔 터보 "골드 에디션"
- 젠보 ST1
- PPI 레이저 GTR 카본 파이버

### 2011년
- BMW 750Li "UAE 에디션"
- 브라부스 CL V12 800 쿠페
- 브라부스 E V12 800 컨버터블
- 부가티 베이론 그랜드 스포트 옐로우 블랙 카본
- 부가티 베이론 그랜드 스포트 블루 카본 알루미늄
- 부가티 베이론 그랜드 스포트 그린 카본 알루미늄
- 쉐보레 트레일블레이저 콘셉트[6]
- 드 마크로스 GT1
- 재규어 XJ 스포츠 팩
- 재규어 XJ 스피드 팩
- 랜드로버 레인지로버 이보크 바이 스타테크
- 닛산 쥬크-R 콘셉트
- 만소리 콘티넨탈 GT
- 만소리 레인지로버 스포츠
- 메르세데스-벤츠 SLS AMG 로드스터

### 2015년
- W 모터스 페니어 슈퍼스포트

### 2017년
- 쉐보레 콜벳 ZR1
- 데벨 식스틴
- 데벨 식스티
- 맥라렌 720S MSO 브루스 맥라렌 에디션